# N918 (België)
De N918 is een gewestweg in de Belgische provincie Namen. Deze weg verbindt Chevetogne met Villers-sur-Lesse
De totale lengte van de N918 bedraagt ongeveer 11 kilometer.

## Plaatsen langs de N918
- Chevetogne
- Villers-sur-Lesse